# Raymond Weil
Raymond Weil Genève (pronunciación en francés: [ʁemɔ̃ vɛːj]) es una marca relojera suiza de lujo, fundada en Ginebra, Suiza, en 1976. Se trata de una empresa familiar fundada por Raymond Weil y dirigida en la actualidad por Olivier Bernheim (yerno de Raymond Weil) y sus dos hijos, Elie y Pierre Bernheim. Es una de las últimas marcas independientes de la industria relojera suiza.

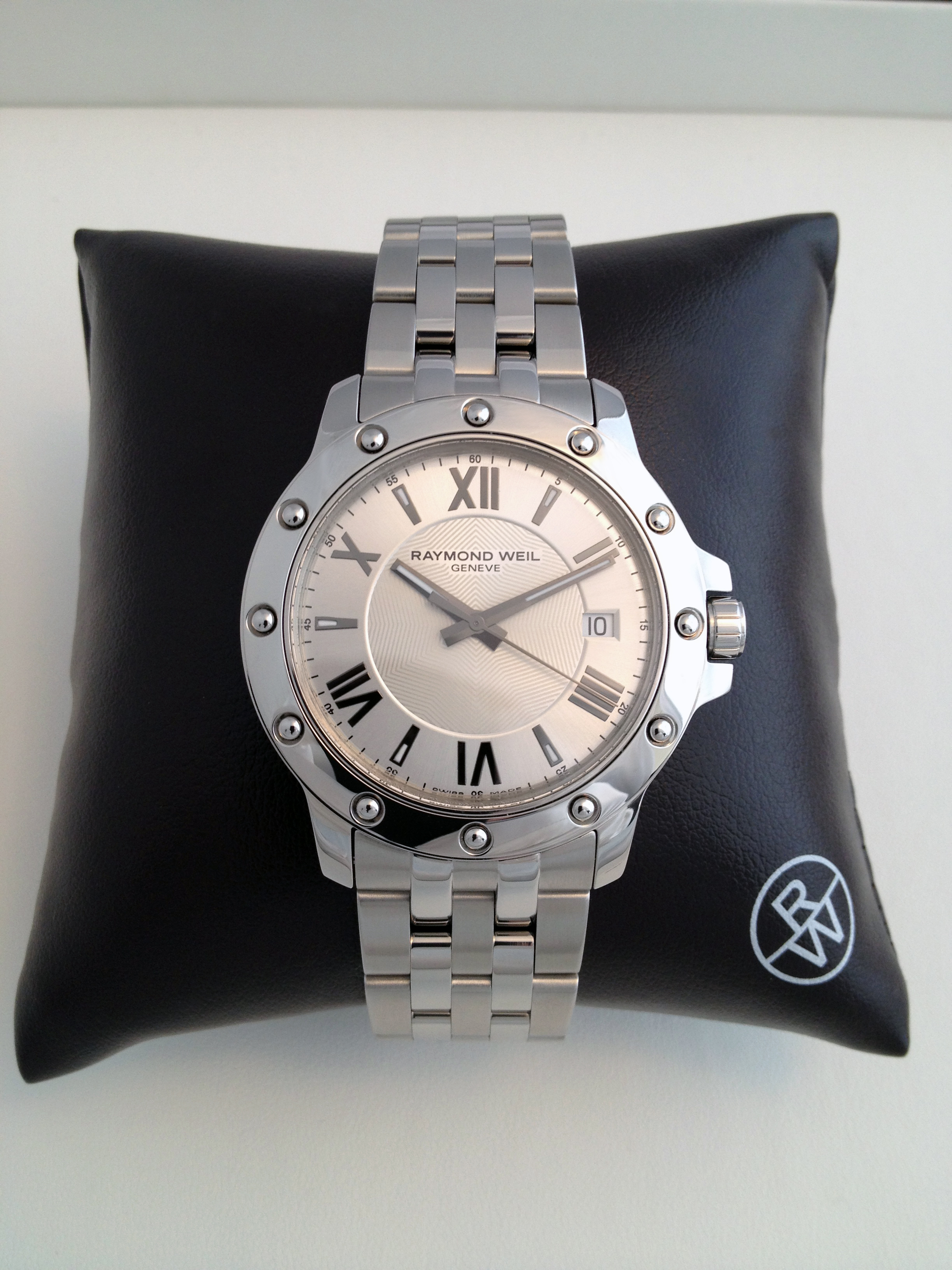
Tango-5599-st-00659

## Historia
La empresa fue creada por Raymond Weil, quien es su director general actual. Su yerno, Olivier Bernheim, fue nombrado Presidente y Consejero delegado en la década de los noventa y ahora la tercera generación, Elie y Pierre Bernheim, se ha incorporado a la compañía. Recientemente, en 2011: lanzamiento de la colección Jasmine. Creación de los primeros movimientos con complicación de fase lunar de la marca. Nueva campaña de publicidad y eslogan: “la precisión es mi inspiración”.
- 1976: Raymond Weil crea la compañía en un momento de inestabilidad de la industria del reloj suizo debido a la crisis del cuarzo.[1]
- 1982: Olivier Bernheim, yerno de Raymond Weil, se une a la compañía, sustentando el compromiso familiar.[2]
- 1983: La colección Amadeus se lanza junto a la mundialmente aclamada película con el mismo nombre de Milos Forman.[3]
- 1986: Lanzamiento de la colección Othello. Este reloj ultradelgado (1,2 mm) desempeña un papel importante en el éxito mundial de RAYMOND WEIL.[4]
- 1988: Lanzamiento de la colección Traviata[5]
- 1991: Lanzamiento de la colección Parsifal
- 1994: La premiada campaña publicitaria Precision Movements consolida la imagen de RAYMOND WEIL como una marca comprometida con las artes.[6]
- 1995: Lanzamiento de la colección aún vigente de RAYMOND WEIL, Tango (una de las colecciones más famosas).[7]
- 1996: Lanzamiento de la colección Tango
- 1998: Se incorpora la línea Don Giovanni a la colección. Lanzamiento de la colección Saxo.
- 1999: Se presenta la campaña publicitaria "Celebra el momento" ("Celebrate the moment") que destaca la vinculación de RAYMOND WEIL con la música, el arte y la cultura en todo el mundo. Se crea el departamento de investigación + desarrollo para tener un control total del proceso de diseño de los relojes. Entre otras innovaciones, el grupo I+D de la compañía creó la complicación para la función GMT del famoso reloj de dos zonas horarias Don Giovanni Così Grande y el sistema de pulsera intercambiable para la colección Shine.[8]
- 2001: RAYMOND WEIL celebra su cuarto de siglo de existencia y desvela la nueva colección Othello.[9]
- 2003: Se lanza en todo el mundo la colección Parsifal.
- 2006: Elie y Pierre Bernheim, nietos del señor Raymond Weil, se incorporan a la compañía. Ese mismo año, se lanza la colección Shine para señora y RAYMOND WEIL es la primera marca de relojes de lujo que ofrece el RW Club para sus admiradores y los propietarios de sus relojes.[10]
- 2007: Lanzamiento de las colecciones Nabucco y Freelancer. Se introduce la nueva identidad y logotipo de la marca, y el concepto la “Independencia es un estado mental”.[11]
- 2009: Se lanza la colección Noemia para señora. Creación de la edición limitada Nabucco Rivoluzione.[12]
- 2010: Lanzamiento de la colección Maestro. Creación de las ediciones limitadas Nabucco Va, Pensiero y Freelancer Summertime.[12]
- 2011: Lanzamiento de la colección Jasmine y 35º aniversario de la edición limitada Maestro. Creación del primer movimiento de la complicación de las fases lunares de la marca. Nueva campaña publicitaria y eslogan: “La precisión es mi inspiración”.[12]
- 2012: Lanzamiento de una nueva campaña publicitaria que mostraba partituras musicales que surgían y flotaban alrededor de los últimos relojes de la marca.  Lanzamiento del Maestro Phase de Lune Semainer, el primer reloj automático de RAYMOND WEIL con las complicaciones de la fecha, el día, el mes, el número de la semana y la fase lunar.[12]
- 2013: Lanzamiento del vídeo de la marca Precision is my Inspiration (la precisión es mi inspiración) acompañado por un micrositio que establece un paralelismo entre la composición de la música y la creación de un reloj.[13][14][15]
- 2014: Lanzamiento de la colección Toccata.[16][17] Elie Bernheim, nieto del señor Raymond Weil, asume la dirección de la compañía.[18][19]

## Creación
Raymond Weil crea la marca que lleva su nombre en 1976 durante un periodo de crisis para la industria relojera. A continuación establece su red de distribución primero en Europa y después en todo el mundo.
El yerno de Raymond Weil, Olivier Bernheim, se incorpora a la compañía en 1982, después de varios años trabajando en el campo del marketing para Heineken y Unilever. Se le nombra Presidente y Consejero delegado en 1996 y desde entonces ha estado trabajando en desarrollar la presencia global de la marca.
Elie y Pierre Bernheim, los hijos de Olivier Bernheim, se incorporan a la compañía en 2006. Elie Bernheim (cofundador de otra compañía relojera, 88 Rue du Rhone) trabaja como director de marketing y se dedica al desarrollo estratégico de la marca, a la vez que preserva su identidad familiar. Pierre es director de ventas y viaja para desarrollar nuevos mercados.

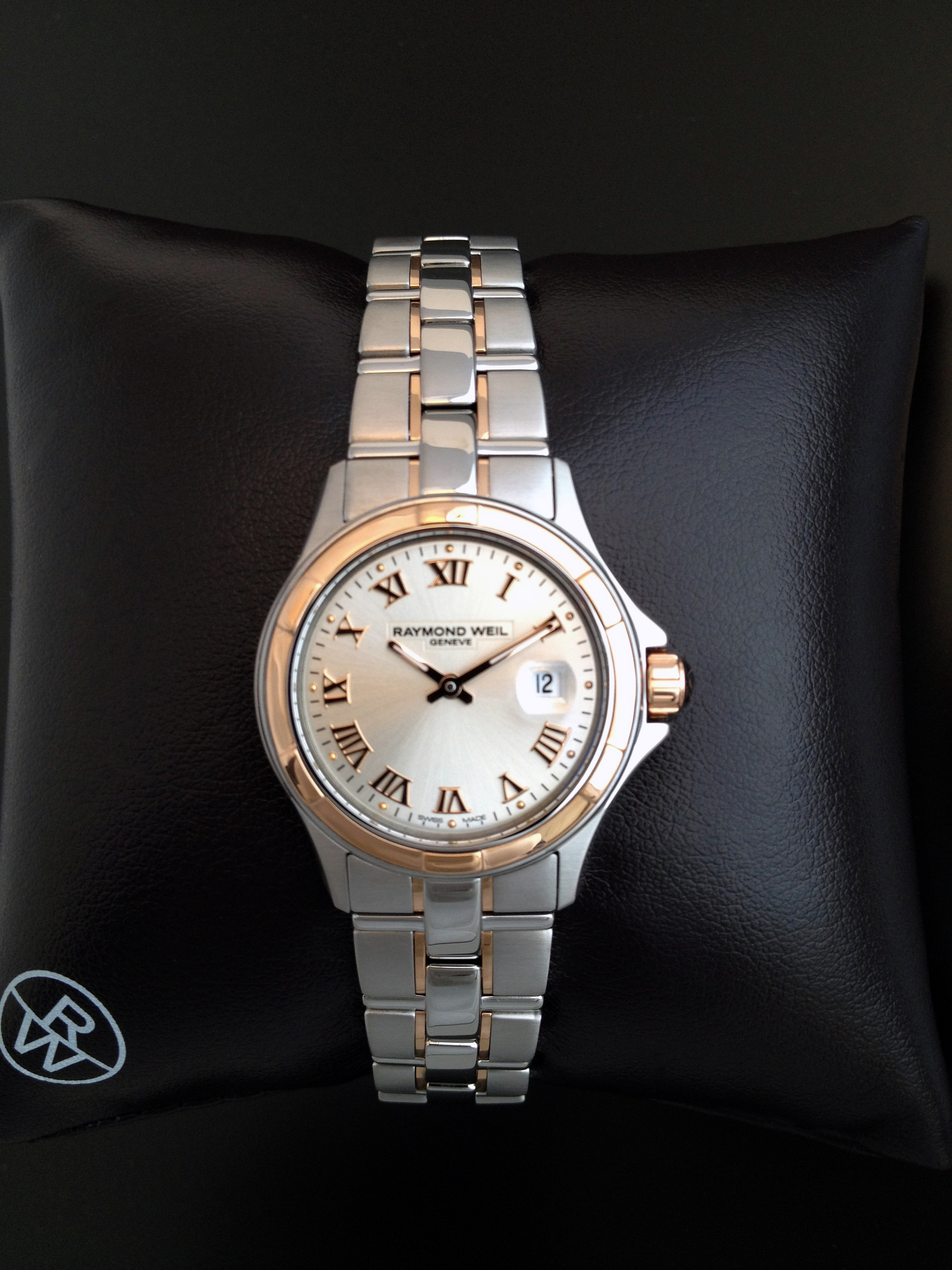
Parsifal 9460-sg5-00658 – Dos tonos – Esfera de plata

## Desarrollo
Raymond Weil Genève se desarrolló primero en Europa en el Reino Unido antes de ampliar su red de distribución a escala mundial, empezando primero en los Emiratos Árabes Unidos y después en los Estados Unidos de América y en la India a principios de los ochenta. Olivier Bernheim creó el departamento de Investigación y Desarrollo en 1999, que tenía como objetivo controlar por completo el proceso del diseño del reloj. El departamento de I+D es responsable de: la complicación para la función GMT de las dos zonas horarias Don Giovanni Così Grande, el sistema patentado de pulsera intercambiable de la colección Shine collection, la complicación de fase lunar en el movimiento automático de la colección Maestro.
La marca abrió en 2009 su propia filial en los Estados Unidos (RW USA Corp.), terminando con ello la colaboración con su distribuidor histórico. También creó RW India Pvt. Ltd. en 2010 (empresa 100% filial en Bangalore) y abrió varias tiendas exclusivas en Delhi, Mumbai y Chennai ese mismo año. Ahora los relojes de Raymond Weil Genève se venden en todo el mundo.
En 2013, la marca convirtió su contrato de distribución en el Reino Unido en un acuerdo de gestión y en abril creó una delegación, R. WEIL DISTRIBUTION UK LTD.
La empresa también está desarrollando su presencia en Internet. Es la primera marca de relojes de lujo que ha abierto un club reservado a los propietarios de relojes. La marca también ha sido la primera de la industria relojera de lujo en tener presencia en Foursquare, el medio social basado en la localización, y la primera en utilizar Fcommerce (el comercio de Facebook). En septiembre de 2007 RAYMOND WEIL también se convirtió en la primera empresa relojera de lujo en crear su primera isla en Second Life. La presencia de la marca en Second Life y en los canales de otros medios sociales es parte de una decisión estratégica de adoptar nuevos canales de comunicación para acercarse más a los clientes y transmitir los valores de la marca.

## Personas clave

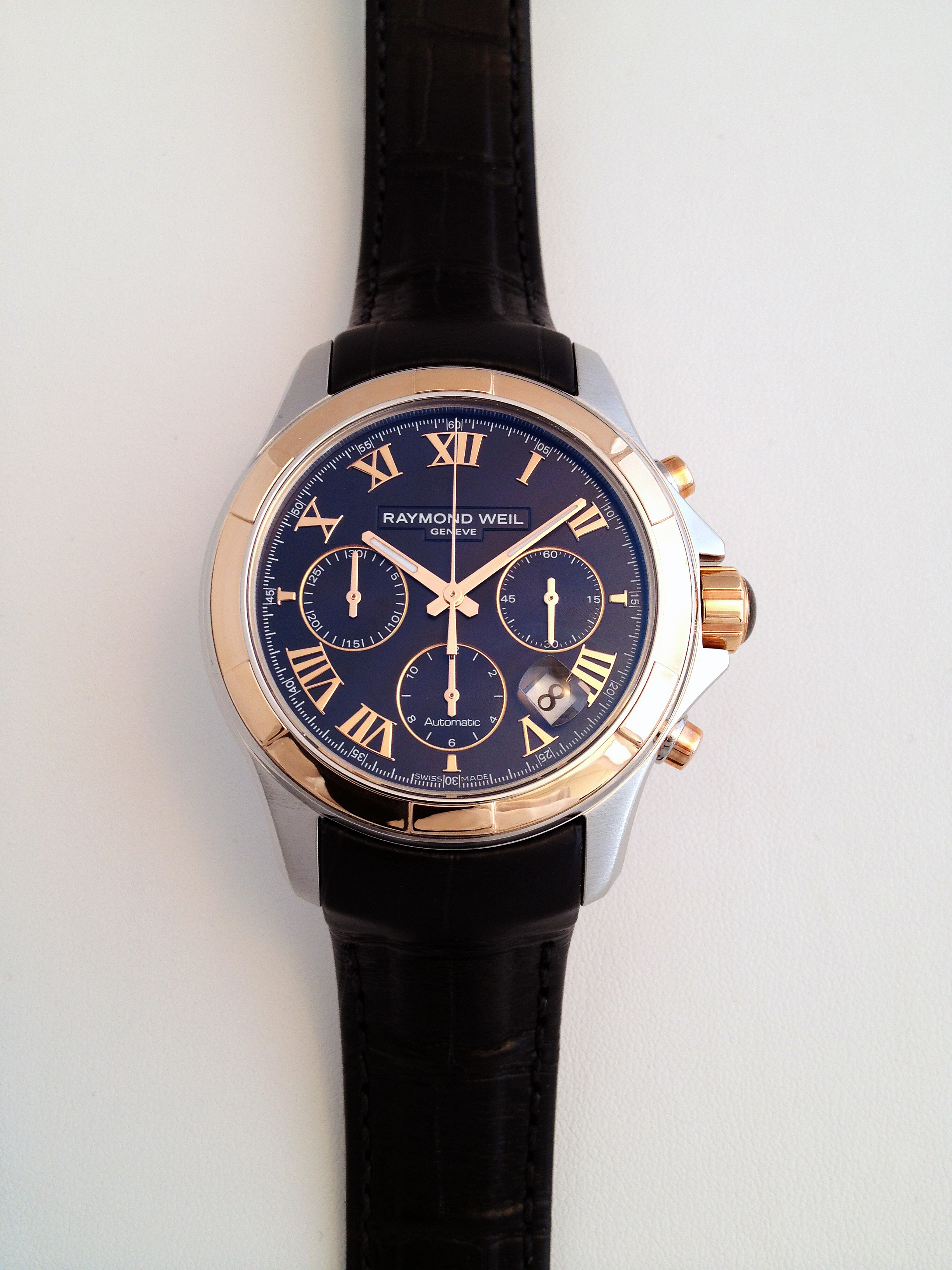
Parsifal 7260-sc5-00208 – Cronógrafo automático - Dos tonos con correa de cuero

Raymond Weil (Fundador) nació en Ginebra en 1926. Tras obtener una titulación en comercio, se incorporó a Camy Watch S.A., una empresa relojera suiza, en 1949, donde llegó a ser director y pasó 26 años de su vida. En 1976, durante una crisis que afectó a la industria relojera, decidió crear su propia compañía.
Raymond Weil ocupó varios altos cargos en diversas organizaciones profesionales: fue Presidente de la Unión Relojera Suiza, Vicepresidente del Watchmaking Industry Training Centre (CFH) y miembro de la Federación de Relojeros (FH) y de otras asociaciones de empleadores. Hasta 1995 también ostentó el cargo de Presidente del Comité de Expositores de la Feria Internacional de Relojería y Joyería de Basilea.
Raymond Weil está casado y tiene dos hijas y seis nietos. Es un apasionado de la música clásica y lírica, pero también del arte contemporáneo. Le encanta pilotar su aeroplano y obtuvo su licencia de vuelo con 56 años.
Olivier Bernheim (presidente y consejero delegado): nació en 1954 en Estrasburgo (Francia) y tiene una licenciatura en derecho de la escuela de gestión de Estrasburgo (Francia). Empezó su carrera en Kronenbourg, antes de ser Director de desarrollo de marketing de Unilever en París.
Se incorporó a Raymond Weil Genève S.A. en 1982 donde se le nombró Presidente y Consejero delegado en 1996. Su misión consistió en reestructurar, desarrollar y consolidar la imagen y la presencia internacional de la marca, sin perder su identidad familiar. Olivier Berhneim comparte con el Sr. Weil su interés por la música y el arte, y ha orientado el universo de la marca en esa dirección. Fundó el departamento de Investigación y Desarrollo en 1999. 
Olivier Bernheim (Presidente) es suizo y francés, y está casado con Diana, la hija mayor del Sr. Weil, que es pianista profesional. Tienen tres hijos en común: Elie, Pierre y Noémi.
Elie Bernheim (director ejecutivo) es el hijo mayor de Olivier Bernheim. Después de graduarse en la prestigiosa Ecole hôtelière de Lausanne y de crear su propia compañía textil de importación y exportación, Elie se incorporó a la empresa familiar en 2006. Su misión es planificar el desarrollo estratégico de la marca. Al igual que a su padre y a su hermano, le gusta la música y cuenta con un diploma profesional en chelo. Entre sus diferentes proyectos y desarrollos, se encuentran la renovación de las colecciones, el cambio de la identidad corporativa de Raymond Weil Genève, la creación de las nuevas campañas de publicidad masculina y femenina con el famoso fotógrafo suizo Joël von Allmen y la publicidad de Nabucco. Elie Bernheim se convirtió en director ejecutivo de la compañía en abril de 2014.
Pierre Bernheim (director) es el nieto del Sr. Weil y el segundo hijo de Olivier Bernheim, y se incorporó a la compañía en 2006. Siendo ya graduado en contabilidad, Pierre se graduó en Administración internacional de empresas en La Haute Ecole de Gestión de Ginebra. Interesado en las finanzas, trabajó en Gestión de activos institucionales para el Mirabaud Bank, uno de los bancos privados más famosos de Suiza. Es un apasionado de la aviación y tiene varios certificados de vuelo: licencia de vuelo, licencia de vuelo acrobático y licencia para hidroaviones.

## Colecciones de relojes

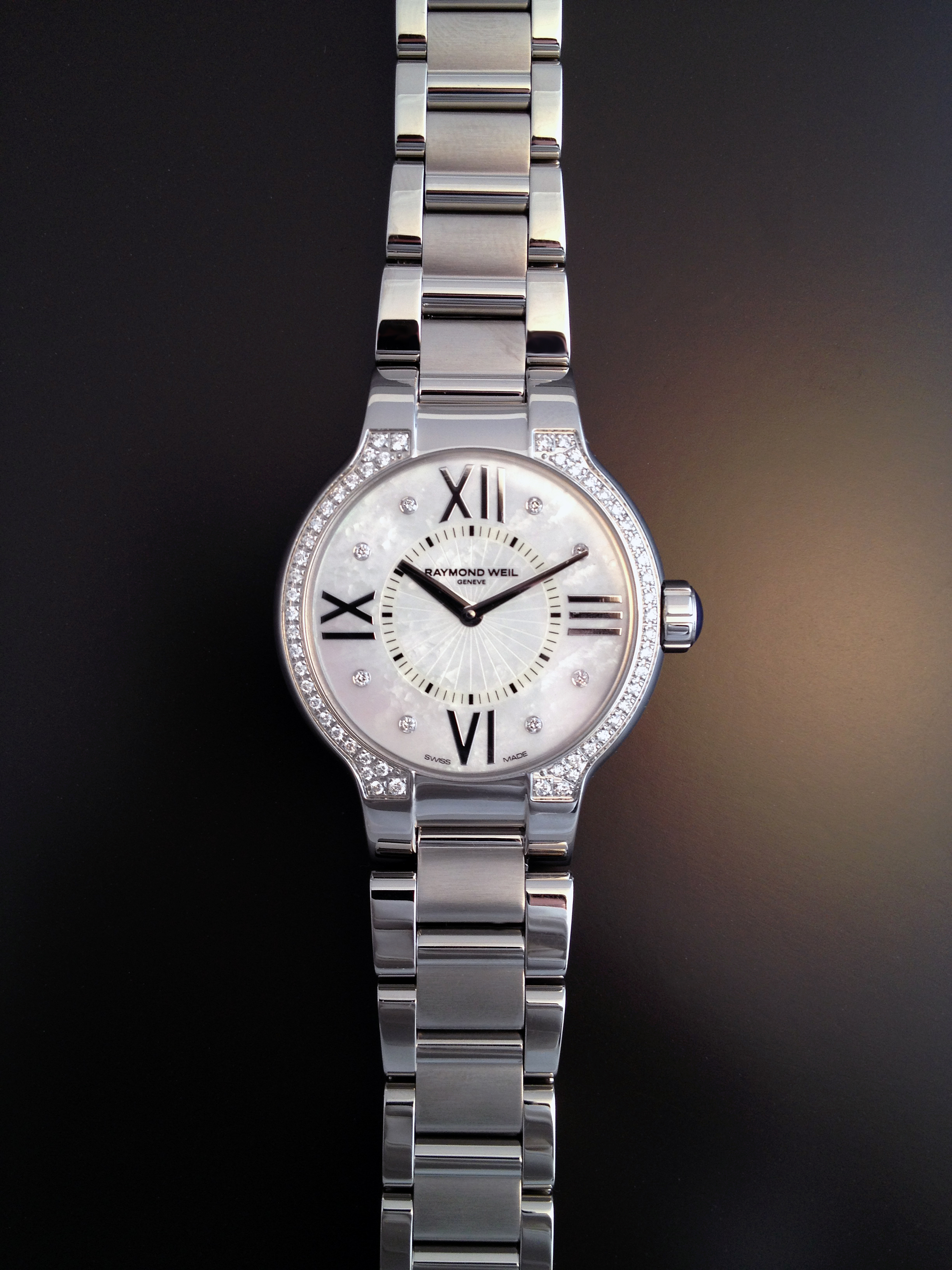
Noemia 5932-sts-00995: 32 mm, acero-acero, 62 diamantes

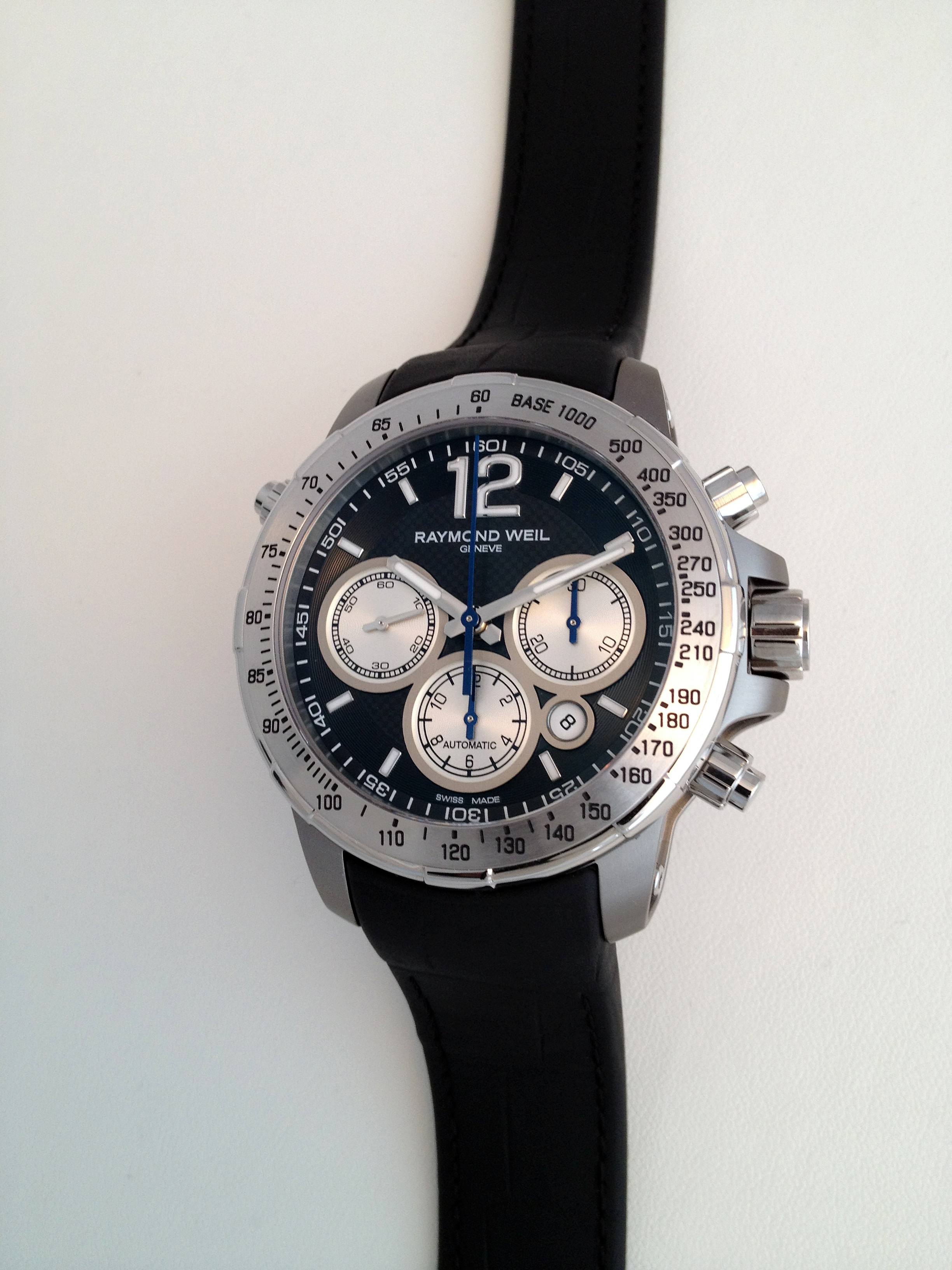
Nabucco 7700-tir-05207: acero y titanio, edición especial Intenso

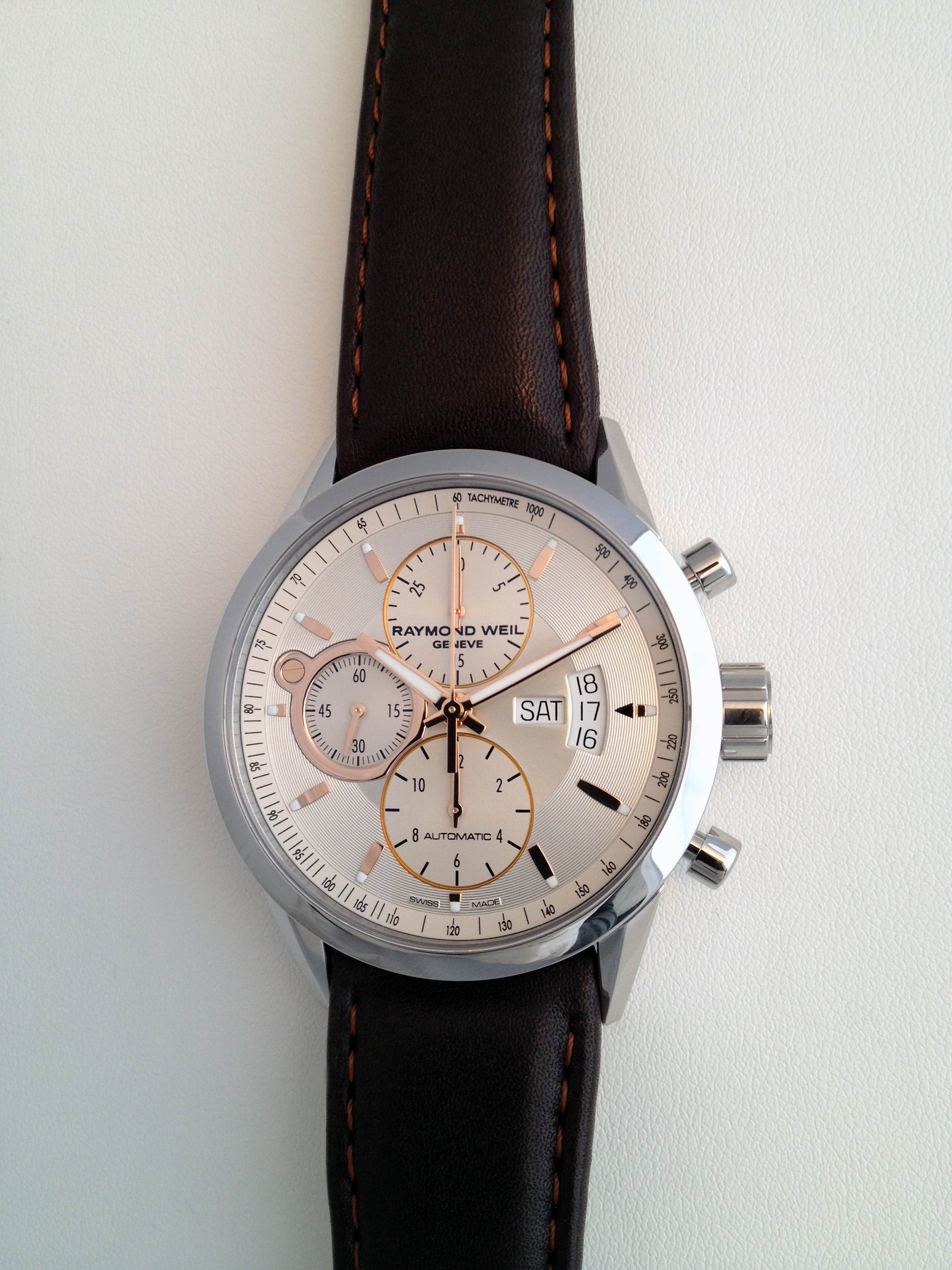
Freelancer 7730-STC-65025: cronógrafo automático, acero con correa de cuero, índices y agujas de oro rosa

- Toccata (2014): Creada originariamente en 1996, la colección Toccata se rediseñó y volvió a lanzar en 2014. Se dice que esta colección es un homenaje al arte de la composición. Es una colección de cuarzo.[16][17]
- Jasmine (2011): Jasmine es una colección femenina y ofrece sus modelos en dos diámetros y con movimientos tanto por cuarzo como automáticos.
- Maestro (2010): Maestro propone relojes tanto para señora como para caballero. La colección se mejoró en 2011 con los relojes de fase lunar Maestro que, como su nombre indica, están equipados con una complicación de fase lunar. Ese mismo año también se lanzó la edición Maestro 35º aniversario para celebrar los 35 años de actividad de la marca en el campo de la fabricación de relojes, y una edición especial en beneficio de la Unión Internacional contra el Cáncer (UICC).
- Noemia (2009): su nombre hace referencia a la nieta del Sr. Weil, Noémi. Es una colección femenina que ofrece dos diámetros y está fabricada exclusivamente con movimiento de cuarzo. En 2010 se diseñó una edición especial Noemia octubre dulce en beneficio de la fundación Susan G. Komen para el cáncer de mama (Komen por la cura).
- Nabucco (2007): esta colección masculina debe su nombre a la ópera de Giuseppe Verdi del mismo nombre. Es una colección totalmente mecánica y se ha mejorado en varias ediciones limitadas: Cuore Caldo (2008), Rivoluzione (2009), Va, Pensiero (2010), Inverso (2011), Intenso (2012), Cuore Vivo (2012).
- Freelancer (2007): Freelancer es una colección tanto para señora como para caballero. Su nombre es un homenaje al Sr. Weil y a su deseo de seguir siendo independiente. En esta colección se presenta un volante visible a través de una abertura en la esfera y la creación de una mecánica para señoras. La colección se mejoró con modelos especiales: Freelancer Black 8, Freelancer Autumn Time, Freelancer Crazy Time, Freelancer Lady Sunshine y Freelancer Urban Black.
- Shine (2006): Shine es una colección exclusivamente femenina Su distintivo característico es el sistema de brazalete intercambiable que permite a la usuaria cambiar la correa fácilmente. Cada reloj se vende con una correa de cuero o tela vaquera, así como con un brazalete metálico. Esta colección está fabricada exclusivamente con movimiento de cuarzo.
- Don Giovanni Cosi Grande (2002): esta colección solo para caballero está totalmente mecanizada y está compuesta exclusivamente por modelos de esfera cuadrada. Incluyen cronógrafo, dos zonas horarias y complicaciones mecánicas de salto de hora.
- Don Giovanni (1998): 14 años después del lanzamiento de la colección Amadeus, Raymond Weil Genève dedica con esta colección un nuevo homenaje al compositor austriaco Mozart. Actualmente está descatalogada.
- Flamenco (1998): esta colección ilustra una vez más la afición de Raymond Weil Genève por las artes. Estaba compuesta por relojes femeninos y masculinos. Actualmente está descatalogada.
- Saxo (1998): la colección Saxo rendía homenaje a la música jazz e incluía relojes tanto para caballero como para señora y movimientos automáticos y en cuarzo. Actualmente está descatalogada.
- Allegro (1998): creada tanto para señora como para caballero, Allegro se fabricó principalmente en acero y chapado en oro y con movimiento de cuarzo y automático, y cronógrafo. Actualmente está descatalogada.
- Tema (1998) Tema es una colección solo de señora inspirada en el estilo art decó. Se considera la primera colección de relojes con aspecto de joya de RAYMOND WEIL. Está fabricada exclusivamente con movimiento de cuarzo. Actualmente está descatalogada.
- W1 (1997): la colección W1 se fabricó para aportar un soplo de aire fresco a la marca y para atraer a una generación joven y a la moda. Había seis esferas en diferentes colores y modelos para hombre y mujer. Los W1 fueron los primeros relojes de Raymond Weil Genève en fabricarse parcialmente en fibra de carbono. Actualmente está descatalogada.
- Duo jubilee (1996): esta edición limitada se diseñó para celebrar el vigésimo aniversario de la marca. La esfera podía indicar la hora de dos zonas horarias diferentes y funcionaba con un movimiento de cuarzo doble. Actualmente está descatalogada.
- Tango (1995): esta colección se compone tanto de relojes femeninos como masculinos. Todavía está disponible en 2012.
- Toccata (1996): se dice de esta colección que es un tributo al arte de la composición. Era una colección solo de cuarzo. Actualmente está descatalogada.
- Tradition (1994): la colección Tradition es una colección tanto para señoras como para caballeros y está compuesta por movimientos de cuarzo y mecánicos. Todavía está disponible en 2012.
- Parsifal (1991): esta colección recibe su nombre de la ópera de Wagner y es la primera colección de la marca en acero inoxidable y oro de 18 k. En 1992 se lanzó la línea "joyería en oro y diamantes" ("ligne joaillerie or et diamants"). La colección se relanzó en 2010, 20 años después de su creación y todavía está disponible en 2012.
- Traviata (1988): esta colección se describía a menudo como “parecida a una ventana con vidrieras” debido a los diferentes colores utilizados para decorar su esfera. Era una colección de señora y actualmente está descatalogada.
- Othello (1986): esta colección se lanzó para celebrar el décimo aniversario de Raymond Weil Genève y vio nacer la primera complicación de fase lunar de Raymond Weil Genève (colección de fase lunar de Othello). Othello fue famosa por sus relojes extremadamente finos (1,2 mm de grosor). Se relanzó en 2001 para el 25º aniversario de la marca que para la ocasión se asoció con la banda de música Bond. Actualmente está descatalogada.
- Fidelio (1985): la colección recibió su nombre de la única ópera de Beethoven. Se fabricó tanto con esferas redondas como cuadradas. Actualmente está descatalogada.
- Amadeus (1983): esta colección marca el comienzo de la influencia de la música y las artes en los nombres de las colecciones. Bautizada con el nombre del compositor clásico austríaco, Mozart, la colección se lanzó a la vez que la película de Milos Forman del mismo nombre, tan aclamada por la crítica. Actualmente está descatalogada. En 1992 se lanzó Amadeus 200: el primer reloj deportivo de la marca (resistente al agua hasta a 200 metros). Actualmente está descatalogada.
- Golden Eagle (1979): esta colección estaba compuesta por relojes deportivos octogonales fabricados exclusivamente con movimiento de cuarzo. Esta colección está actualmente descatalogada.

## Publicidad

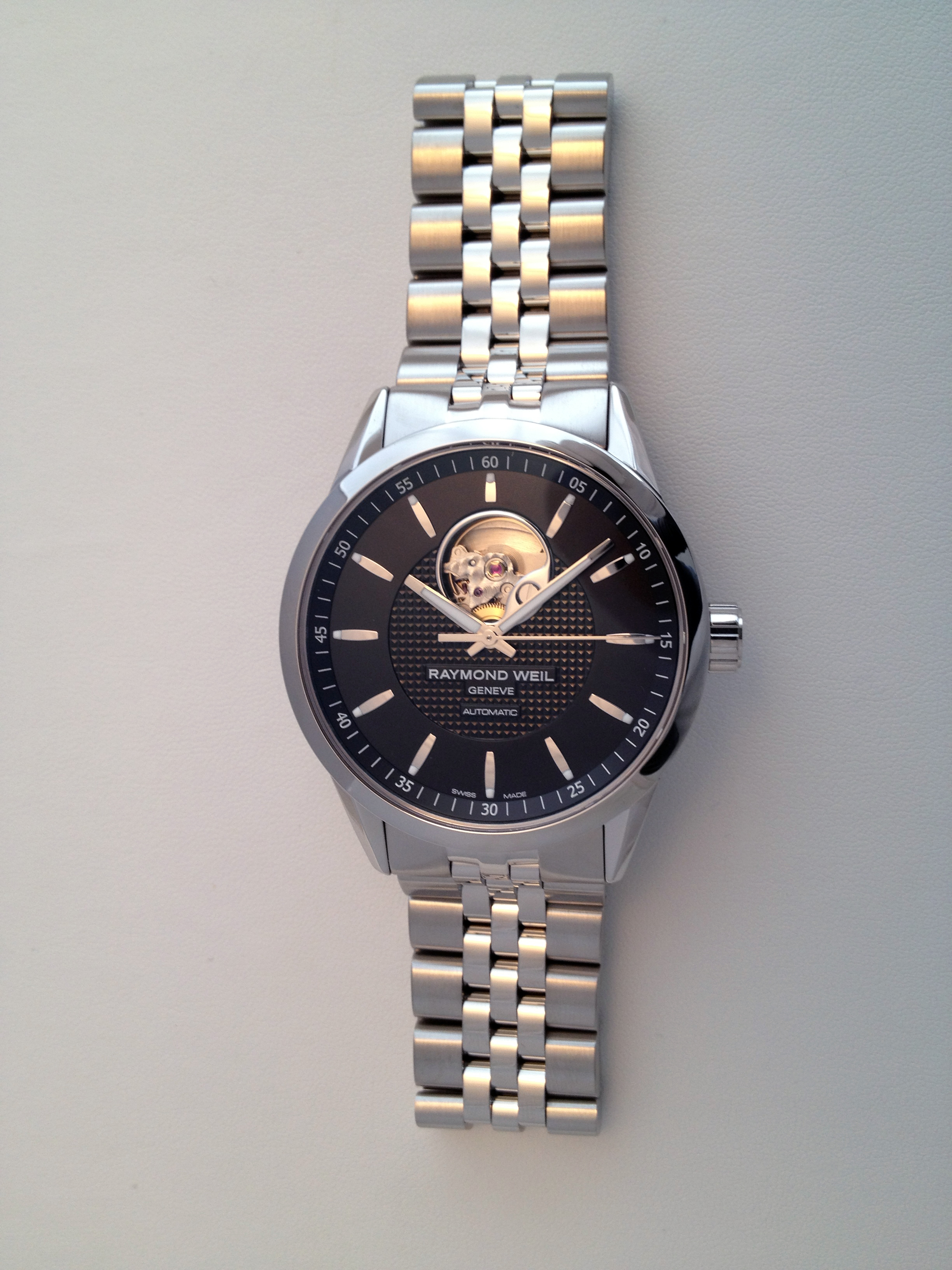
Freelancer 2710-st-20021: volante abierto automático, esfera acero-acero en negro de 42 mm

La marca estableció su primera asociación con las artes en 1983 cuando lanzó la campaña de publicidad de Amadeus conjuntamente con la película de Milos Foreman del mismo nombre. Desde ese momento casi todos los nombres de colecciones tenían que estar inspirados en la música.
En 1989 la marca rodó su campaña publicitaria Eternity (eternidad) en Islandia y se le asoció un nuevo eslogan: “cuando el tiempo es creación”. La campaña mostraba relojes a través del agua, la tierra, el aire y el fuego
La campaña Precision Movements (precisión de movimientos) rodada en 1994 es probablemente una de las más populares ya que fue dirigida por John Booth y rodada por el aclamado fotógrafo Lois Greenfield. Retrataba a bailarines suspendidos en el aire simbolizando la esencia de la campaña. Esta campaña recibió en 1995 el London International Advertising Award (premio de publicidad internacional de Londres). Consolidó la imagen de RAYMOND WEIL como marca comprometida con las artes.
La campaña de publicidad Celebrate the Moment (celebra el momento) se lanzó en 1998 y enfatizaba la conexión de Raymond Weil Genève con la música, el arte y la cultura.
La campaña Time to Celebrate (tiempo de celebración) se lanzó en 2003. Se centraba en los relojes y los colocaba contra fondos negros y sombras marcadas.
2005 fue el año de la asociación entre Raymond Weil Genève y la actriz Charlize Theron que se convirtió en embajadora de la marca durante algunos meses.
La nueva campaña de Nabucco y el eslogan Independence is a State of Mind (la independencia es un estado mental) se lanzaron en 2007. La campaña revela la determinación del hombre Nabucco en su elección de la independencia y la libertad.
Precision is my inspiration (la precisión es mi inspiración) (2011) es la última campaña publicitaria creada por la marca y representa a un hombre y a una mujer en un rico universo musical.  Se rodó en el Victoria Hall de Ginebra. La marca abandonó su eslogan Independence is a State of Mind en favor de uno nuevo: Precision is My Inspiration (la precisión es mi inspiración).
En 2013, se lanzó un vídeo corporativo con el mismo nombre junto a un micrositio específico para publicitar la vinculación de la marca con la música. El vídeo muestra un paralelismo entre la creación de un reloj y la de una pieza musical. El micrositio recibió varios premios.

## Acciones humanitarias
Lucha contra el cáncer: la marca ha colaborado con varias organizaciones benéficas (principalmente con las de lucha contra el cáncer) y a lo largo de los años ha participado y organizado varias ventas en línea de relojes de edición limitada para prestar su apoyo. Entre las organizaciones benéficas que se han beneficiado de estas donaciones se encuentran la Unión Internacional Contra el Cáncer (UICC), Komen for the Cure (Komen por la cura), la Fundación de Investigación del Cáncer de Mama, la Sociedad de Singapur contra el cáncer y la unidad de Oncohematología del Hospital Universitario de Ginebra (HUG).
Unidad de Oncohematología del Hospital Universitario de Ginebra (HUG): se llevaron a cabo acciones adicionales a la venta en línea para apoyar a la unidad de Oncohematología del Hospital Universitario de Ginebra. Durante la feria Baselworld 2012, Raymond Weil Genève puso a la venta en su página de Facebook un reloj Maestro limitado a cinco unidades y grabado con la mención “maestro Mouvement d’Espoir – Edition Spéciale 2012” (Movimiento de esperanza maestro - Edición especial de 2012). Raymond Weil Genève dobló los fondos recaudados en la venta y los donó a la unidad de Hemato-oncología Pediátrica del Hospital Universitario de Ginebra.
VH1 Save The Music Foundation (Fundación Salvar la Música): con la música como esencia del universo de la marca, como claramente se ha demostrado mediante los nombres de las colecciones y a través de varias campañas de publicidad, y con el fin de reforzar su autoridad en el medio, Raymond Weil Genève empezó a colaborar en 2011 con VH1 Save The Music Foundation, una organización benéfica que trabaja para restablecer los programas de educación musical en los Estados Unidos de América. Esta colaboración se inició en 2011 con una aplicación en la página oficial de la marca en Facebook. Los fanes podían hacer clic en un botón para añadir un dólar a un contador. El contador se actualizaba con cada nuevo clic del botón para mostrar el importe de la donación que Raymond Weil Genève entregaría a la organización benéfica. La empresa relojera suiza también se asoció con el evento Women in Music de Elle organizado por VH1 Save The Music Foundation, y subastó un reloj firmado por las celebridades (incluyendo Jessie J, Ellie Goulding, Nicole Scherzinger y Oh Land) con ocasión del Women in Music de Elle en Hollywood en abril de 2012. La recaudación de esta subasta se donó a VH1 Save The Music Foundation.
Nordoff-Robbins Music Therapy: Nordoff-Robbins es una de las organizaciones benéficas para fines musicales más importantes del Reino Unido. RAYMOND WEIL se ha asociado y ha diseñado relojes exclusivos con artistas de renombre como Lemar, el cantante Jamiroquai y Jay Kay desde 2000. Estos relojes se subastan durante el almuerzo anual Silver Clef y la recaudación se dona a Nordoff-Robbins. En 2013, la compañía presentó el American band Vampire Weekend con el premio al artista internacional RAYMOND WEIL.
WWF: Raymond Weil Genève fue socio oficial del WWF Panda Ball Gala de 2007 que tuvo lugar en Montreux (Suiza). Se organizó un sorteo para recaudar fondos para proteger el Mar Mediterráneo y RAYMOND WEIL proporcionó el primer premio del sorteo Panda Ball: un reloj Parsifal de oro de 18 K con diamantes engastados.

## Otros compromisos con las artes y la música
El Sr. Weil creó la Bourse RW en 1986 para apoyar a los músicos jóvenes y ayudarles a participar en recitales públicos y a retransmitirlos por radio.
Brit Awards: Raymond Weil Genève ha sido el relojero oficial y el socio para el control del tiempo de los Brit Awards desde 2008. Cada año la compañía diseña un reloj de edición especial que se regala a cada presentador, nominado y artista. En 2012 fue el anfitrión de la cena en Londres previa a los Brit con algunos de los artistas británicos más prometedores.
Royal Albert Hall: RAYMOND WEIL es timing partner oficial del Royal Albert Hall en Londres desde julio de 2013, reforzando aún más su posición como una marca muy implicada en la industria de la música.
Wired: En 2013 RAYMOND WEIL inició una colaboración con Wired, una plataforma de música en directo con sede en Londres que apoya a los artistas musicales emergentes.
Brit Awards clásicos La asociación con la British Phonographic Industry (Industria Fonográfica Británica) (BPI) durante los Brit Awards se fortaleció en 2011 cuando Raymond Weil Genève se convirtió en socio de los Brit Awards clásicos. Durante la velada se presentó un Maestro de edición especial limitada de Raymond Weil Genève a los intérpretes, presentadores y ganadores. Cada reloj estaba grabado con el logotipo de los BRIT Awards clásicos de ese año 2011.
Concurso internacional de fotografía: la marca ofrece a los artistas la oportunidad de dar sus primeros pasos en el camino hacia el éxito gracias al premio internacional de fotografía del RW Club. Con un premio en metálico y proyección en audiencias internacionales a través de patrocinios con instituciones como Aperture Foundation, Raymond Weil Genève ha establecido una plataforma para descubrir a artistas del campo de la fotografía.
Nuevos talentos musicales: Raymond Weil Genève organizó en 2011 un nuevo concurso de nuevos talentos musicales, invitando a músicos amateur a que compusieran una canción inspirada en la marca relojera suiza. El concurso se celebró en la plataforma de creación conjunta eYeka’s y el ganador recibió un premio de 5.000 dólares americanos en metálico, así como un reloj de Raymond Weil Genève y la promoción de la canción ganadora en el sitio web de la marca y en la página de Facebook.
3.er Filmball de Viena: la marca fue socia del tercer Filmball de Viena y regaló relojes a los artistas.
Spring Awakening: en febrero de 2012 la marca patrocinó el musical Spring Awakening producido por la compañía de Singapur Pangdemonium Productions. Algunos de los artistas principales del musical hicieron una actuación en la ceremonia de apertura de una nueva tienda exclusiva de Raymond Weil Genève en Singapur.
Home House de Londres: la marca fue anfitriona de una serie de actuaciones en directo en la Home House de Londres (Reino Unido) durante 2010 y 2011, apoyando a los nuevos talentos y retransmitiendo sus vídeos en su canal de YouTube y en la página de Facebook, presentándolos con los relojes de Raymond Weil Genève.
Serie de compositores de canciones: la serie de compositores de canciones en beneficio de la fundación VH1 Save the Music es otro acontecimiento musical al que está asociado RAYMOND WEIL. RAYMOND WEIL organizó un concurso en su página de Facebook ofreciendo entradas para el evento.
American Idol: Raymond Weil Genève fue socio del concurso de música American Idol en 2010 y en 2011, y ofreció un reloj de regalo a cada uno de los finalistas.
Celebrity Charades: en 2012 y 2013, RAYMOND WEIL colaboró con la Labyrinth Theater Company y su gala benéfica anual.
Live from the Artists Den: RAYMOND WEIL es socio de la serie americana de conciertos televisados Live from the Artists Den.
SSE Hydro: RAYMOND WEIL es el socio de cronometraje oficial del SSE Hydro, un espacio para conciertos en Glasgow, Escocia.

## Distinciones y premios
La empresa relojera de Ginebra recibió en 2007 el premio de la industria del Estado de Ginebra y el de la Oficina para la Promoción de la Industria y la Tecnología (OPI), en asociación con la Cámara de Comercio, Industria y Servicios de Ginebra (CCIG). El objetivo principal del premio de la industria, inicialmente creado por la ciudad de Ginebra en 1985, es rendir homenaje y promocionar a las organizaciones industriales innovadoras que sean capaces de demostrar su capacidad de adaptación a las evoluciones del paso del tiempo.
Raymond Weil Genève fue elegida la Mejor Marca de Relojes por la revista Traveller de easyJet en 2010 tras una encuesta puesta en marcha en el verano de 2009 (los Premios de los lectores de la revista Traveller de easyJet). Los pasajeros tenían que votar por Internet eligiendo sus productos, lugares y servicios favoritos de toda la red. La empresa relojera suiza registró 110.000 votos.
El micrositio “La precisión es mi inspiración” (Precision is my Inspiration) recibió varios premios por el diseño y la innovación: FWA Award (sitio del día), CSSA (destacado), Awwwards (sitio del día), French Design Index (sitio del día), html Inspiration (destacado en “Most loved”), One Page Love (destacado en “Most Loved”) CSSWINNER (ganador del día) y Design Licks (sitio del día).